# Énigmes anglo-saxonnes

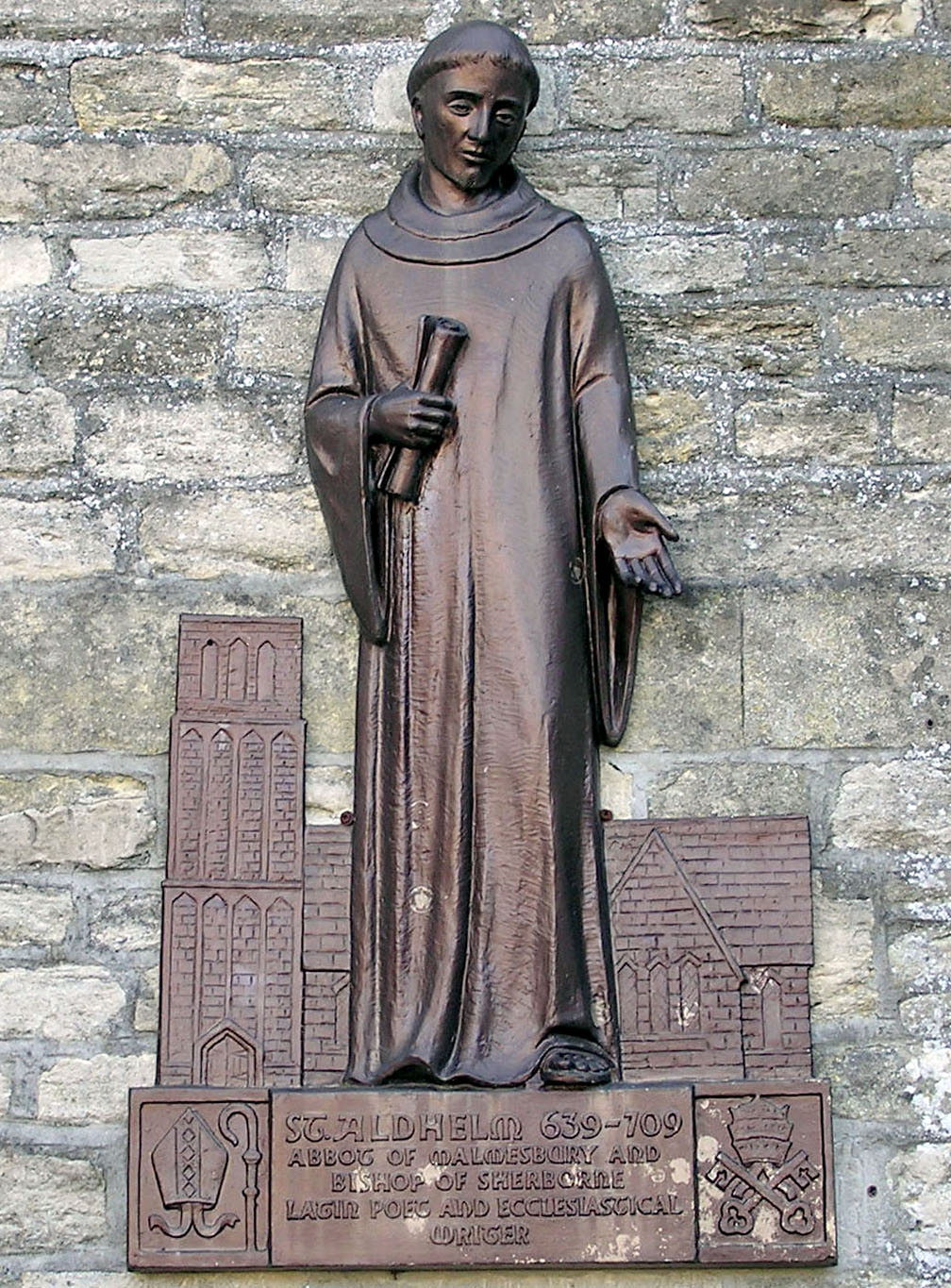
L'abbé Aldhelm de Malmesbury est un auteur d'énigmes prolifique.

Les énigmes anglo-saxonnes sont un genre de littérature produit en Angleterre durant la période anglo-saxonne. Les énigmes latines les plus célèbres sont celles composées par l'abbé Aldhelm (mort en 709), tandis que le Livre d'Exeter, un manuscrit compilé vers la fin du Xe siècle, rassemble près de cent énigmes en vieil anglais dont le ou les auteurs sont inconnus.

## Énigmes latines
Les plus anciennes énigmes anglo-saxonnes connues sont celles qui sont en latin. Ces enigmata constituent un genre populaire, qui inspire probablement la rédaction des énigmes en langue vernaculaire par la suite. Les énigmes latines ne mettent pas au défi leur lecteur de trouver leur solution, qui du reste leur sert communément de titre.
L'érudit Aldhelm, abbé de Malmesbury à la fin du VIIe siècle, est l'auteur de cent énigmes conservées dans son Epistola ad Acircium, une lettre adressée à un certain Acircius (généralement identifié au roi de Northumbrie Aldfrith) qui constitue un traité sur la poésie. Aldhelm affirme avoir composé ces énigmes au début de sa carrière, afin de mettre en application les principes de la métrique latine. Plusieurs de ces énigmes sont inspirées des Aenigmata de Symphosius (en), auteur latin de l'Antiquité tardive, mais l'objectif global d'Aldhelm semble être la glorification de l'œuvre divine. Elles ont pour sujets la nature et la vie quotidienne, mais aussi le mobilier religieux et éducatif. Leur complexité métrique et linguistique est de plus en plus grande au fil du recueil, jusqu'à la centième énigme, particulièrement longue, dont la solution est Creatura, la totalité de la Création.
Aldhelm inspire la rédactions d'autres recueils d'énigmes. Le missionnaire Boniface (mort en 754) écrit ainsi une série de vingt poèmes sur les vices et les vertus en s'appuyant sur les travaux d'Aldhelm et les œuvres de Virgile. L'archevêque de Cantorbéry Tatwine (mort en 734) produit un recueil de quarante énigmes sous forme d'acrostiches, auxquelles un certain Eusèbe (traditionnellement identifié à l'abbé Hwætberht de Monkwearmouth-Jarrow, mort dans les années 740) ajoute soixante énigmes supplémentaires pour former un ensemble de 100 énigmes préservé dans deux manuscrits.

## Énigmes vieil-anglaises
La principale source d'énigmes en vieil anglais est le Livre d'Exeter, une compilation de poèmes variés, presque tous d'auteur inconnu, produite vers la fin du Xe siècle. Ce manuscrit contient près de cent énigmes (le nombre exact est incertain, faute de consensus sur le découpage de certaines d'entre elles). Elles sont toutes composées en vers allitératifs, ne fournissent jamais explicitement leur réponse et se concluent généralement sur une injonction du type « dis quel est mon nom », ce qui suggèrent qu'elles constituaient un jeu oral à l'origine, contrairement aux énigmes latines. Quelques énigmes vieil-anglaises sont néanmoins des traductions d'enigmata latines. La manière dont le sujet de l'énigme s'adresse à son public s'inscrit dans une tradition de la prosopopée typiquement anglo-saxonne, qui se retrouve dans d'autres poèmes vieil-anglais tels que Le Rêve de la Croix ou The Husband's Message, mais aussi dans l'inscription gravée sur le Joyau d'Alfred, autant de cas où des objets s'expriment à la première personne.
Les énigmes du Livre d'Exeter ont des sujets variés et partagent un désir de mettre à l'épreuve la sagacité du lecteur. En dépeignant des objets familiers sous un jour inattendu, elles mettent en évidence des paradoxes et remettent en question la vision du monde, mais aussi les normes sociales de l'époque, qu'il s'agisse de la masculinité, de la hiérarchie sociale ou de la supériorité de l'homme sur l'animal. Leur résolution repose souvent sur des mots à double sens, donnant lieu à des ambigüités qui ne sont pas forcément résolues par le texte : l'énigme 25 (ou 23) pourrait aussi bien avoir pour réponse « un oignon » que « un pénis ». La réponse de certaines énigmes particulièrement ambigües reste débattue par les chercheurs.